# 2006 SF369
2006 SF369 est un objet transneptunien double de magnitude absolue 6,9. Son diamètre est estimé à 144 km ou 141 km, il est en résonance 1:3 avec Neptune.
Le satellite, de nom provisoire S/2008 (2006 SF369) 1 a été découvert en 2008, son diamètre serait d'environ 141 km ou 111 km. Les deux corps orbitent à 3 120 ± 80 km en 28 jours.